# إيرينوبوليس
إيرينوبوليس بلدية في ولاية سانتا كاتارينا في المنطقة الجنوبية من البرازيل.